# I. C. Petrescu
I. C. Petrescu (n. 26 ianuarie 1892, Rădești, județul Argeș – d. 15 martie 1967, București) a fost un învățător, profesor universitar și înalt funcționar român. S-a distins ca un teoretician și un înflăcărat promotor al „școlii active” fiind considerat unul dintre cei mai însemnați reprezentanți ai școlii românești interbelice.

## Biografie
Ion C. Petrescu este cel de-al doilea copil din cei cinci ai lui Constantin Petrescu, primul învățător cu școală normală, stabilit între timp în satul Rădești, comuna Stâlpeni, județul Muscel și fratele Victoriei Petrescu, învățătoare, traducătoare și autoare de lucrări pedagogice, distinsă cu titlul de "Profesor emerit". Termină școala în satul unde locuiește și reușește să obțină o bursă în cadrul Școlii normale "Carol I" din Câmpulung Muscel, pe care o frecventează până în anul 1912.
După absolvirea Școlii normale, este numit învățător, gradul II, la Școala primară din Mihăiești- Muscel. Alături de colegul său, învățătorul Gheorghe I. Cristescu, înființează coruri școlare și bisericești și ajută la înființarea băncii populare ''Biruința''. Între timp, absolvă cursurile Școlii de ofițeri în rezervă și este mobilizat ca locotenet în rezervă, participând la Primul război mondial în luptele din Dobrogea și la cele din zona Dragoslavele- Mateiaș. Se refugiază în Moldova, participă la luptele de la Mărăști și Mărășești din vara anului 1917 căzând prizonier în bătălia de la Dealul Porcilor. Este trimis în Germania și internat într- un lagăr aflat pe o insulă în Marea Baltică.
După Pacea de la București (7 mai 1918), revine în țară și își reia activitatea de dacăl la Școala primară din Rădești. Din 1919 devine student al Facultății de Filozofie și Litere din cadrul Universității București, atrăgându- și simpatia profesorului universitar G. G. Antonescu. În anul 1922 obține licența în filozofie, iar în anul 1923, licența în drept. Din anul 1924 obține doctoratul în filozofie și litere, cu mențiunea "Magna cum laude", cu teza despre "Școala progresistă", pe care o publică, în primă ediție, în anul 1926. Este numit asistent universitar la catedra de pedagogie teoretică condusă de profesorul G. G. Antonescu.

## Activitatea profesională
În studiile și lucrările sale încearcă să cuprindă fenomenul pedagogic în toată complexitatea lui. Cele mai importante studii și lucrări ale sale au ca scop punerea unor fundamente ale pedagogiei și clarificarea unor probleme esențiale ale acesteia.
Studiază la: Leipzig, 1927- 1928; Jena, 1928- 1931; Hamburg, 1930; Dresda, 1931; Paris, 1932, 1934, 1938; Berlin, 1935; Bielefeld și Freiburg, 1936.
Între anii 1938 și 1940 a fost directorul Seminarului Pedagogic Universitar, obține titlul de profesor universitar și funcția de director de studii la Școala Normală Superioară din București. În periodada 1940- 1947 a îndeplinit funcția de profesor de pedagogie socială la Universitatea București.
Participări la: Congresul internațional al asociațiilor pedagogice, Geneva, 1929; Congresul internațional al școlilor în aer liber, Freiburg, 1936; Congresul internațional pedagogic, Bruxelles, 1939, ș.a.
Alte funcții: profesor de psihologie și pedagogie la Academia de Înalte Studii Agronomice, la Școala Militară de Geniu; membru în comitetul de direcție al revistelor "Atheneum" și "Revista generală a învățământului"; unul din membrii fondatori ai revistei "Muscelul nostru", care a apărut la Câmpulung între 1929 și 1942; membru al Institutului de Științe Sociale; membru titular al Academiei de Științe a României (6 iunie 1939).
A fost subsecretar de Stat al Ministerului Cuturii naționale și Cultelor ( 4 decembrie 1941- 23 august 1944).
A murit în anul 1967 la București, este înmormântat în satul Rădești, județul Argeș, alături de tatăl său și de alți membrii ai familiei.

## Opera
- Primul an de învățământ: Impresii. Observații. Păreri, S.n, Pitești, 1913;
- Școala activă, S.n., București, 1926;
- Activismul și noile reforme școlare, Editura Casa Școalelor, București, 1928;
- Problemele selcției în școala democrației, Editura Casa Școalelor, București, 1928;
- Școala și viața, Editura Casa Școalelor, București, 1930;
- Metode pentru studiul individualității, Cultura Românească, București, 1931;
- Regionalismul educativ, 1934;
- Curs de psihologie socială, 1934- 1935;
- Școlile experimentale, 1935;
- Muzeul școlii și al satului, S.n., București, 1936;
- Contribuții la o pedagogie românească, 1938;
- Bibliografie pedagogică românească, S.n., București, 1939;
- Realități, perspective în domeniul școlii primare, 1939;
- Propuneri relative la școlile primare urbane, gimnazii și licee, 1940;
- Instituții de pregătire a profesorului secundar, Editura Bucovina "I. E. Toronțiu", București, 1941.
Sub conducerea sa a fost publicată o colecție alcătuită din opt volume în care sunt tratate problemele școlare și de metodică a disciplinelor predate în învățământul liceal, sub titlul "Biblioteca liceului românesc".